# Cantone di Lezoux
Il Cantone di Lezoux è una divisione amministrativa dell'arrondissement di Thiers e dell'arrondissement di Clermont-Ferrand.
A seguito della riforma approvata con decreto del 21 febbraio 2014, che ha avuto attuazione dopo le elezioni dipartimentali del 2015, è passato da 12 a 14 comuni.

## Composizione
I 12 comuni facenti parte prima della riforma del 2014 erano:
- Bulhon
- Charnat
- Crevant-Laveine
- Culhat
- Lempty
- Lezoux
- Néronde-sur-Dore
- Orléat
- Peschadoires
- Saint-Jean-d'Heurs
- Seychalles
- Vinzelles

Dal 2015 i comuni appartenenti al cantone sono i seguenti 14:
- Bort-l'Étang
- Bulhon
- Crevant-Laveine
- Culhat
- Joze
- Lempty
- Lezoux
- Moissat
- Orléat
- Peschadoires
- Ravel
- Saint-Jean-d'Heurs
- Seychalles
- Vinzelles